# Danh sách thủ tướng của Nữ vương Elizabeth II

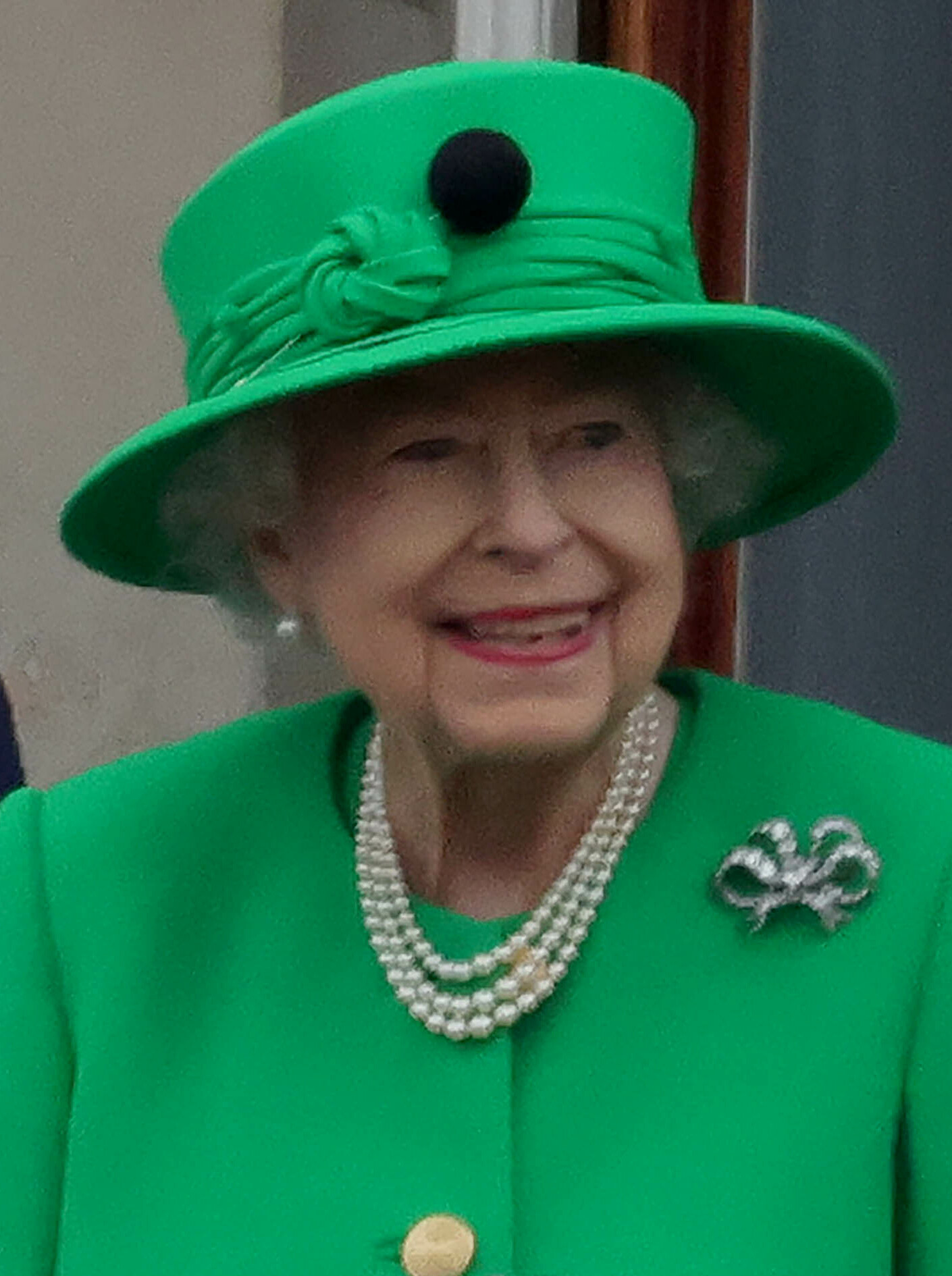
Nữ vương Elizabeth II

Nữ vương Elizabeth II, thường gọi thành Nữ hoàng Elizabeth II, là nguyên thủ quốc gia của 32 nước trong Khối thịnh vượng chung Anh từ năm 1952. Hiện tại, Khối này có 16 quốc gia. Nữ vương có 14 Thủ tướng Anh, chỉ xếp thứ 2 sau vua George III, đức vua có 14 Thủ tướng, và hơn 4 người so với Nữ vương Victoria. Bà cũng có 16 Thủ tướng New Zealand, 14 Thủ tướng Úc và 12 Thủ tướng Canada.
Tính tới thời điểm băng hà, Elizabeth II có tổng cộng 179 vị Thủ tướng trong suốt triều đại của mình.

## Các Thủ tướng hiện tại trongKhối thịnh vượng chung Anh

### Vương quốc Liên hiệp Anh và Bắc Ireland
|     | Thủ tướng Vương quốc Liên hiệp Anh và Bắc Ireland | Thủ tướng Vương quốc Liên hiệp Anh và Bắc Ireland | Nhiệm kỳ    |
| --- | ------------------------------------------------- | ------------------------------------------------- | ----------- |
| 1   |                                                   | Winston Churchill                                 | 1952–1955   |
| 2   |                                                   | Anthony Eden                                      | 1955–1957   |
| 3   |                                                   | Harold Macmillan                                  | 1957–1963   |
| 4   |                                                   | Alec Douglas-Home                                 | 1963–1964   |
| 5   |                                                   | Harold Wilson                                     | 1964–1970   |
| 6   |                                                   | Edward Heath                                      | 1970–1974   |
| (5) |                                                   | Harold Wilson                                     | 1974–1976   |
| 7   |                                                   | James Callaghan                                   | 1976–1979   |
| 8   |                                                   | Margaret Thatcher                                 | 1979–1990   |
| 9   |                                                   | John Major                                        | 1990–1997   |
| 10  |                                                   | Tony Blair                                        | 1997–2007   |
| 11  |                                                   | Gordon Brown                                      | 2007–2010   |
| 12  |                                                   | David Cameron                                     | 2010–2016   |
| 13  |                                                   | Theresa May                                       | 2016–2019   |
| 14  |                                                   | Boris Johnson                                     | 2019 – 2022 |
| 15  |                                                   | Liz Truss                                         | 2022        |

### Canada
|     | Thủ tướng Canada | Thủ tướng Canada  | Nhiệm kỳ  |
| --- | ---------------- | ----------------- | --------- |
| 1   |                  | Louis St. Laurent | 1952–1957 |
| 2   |                  | John Diefenbaker  | 1957–1963 |
| 3   |                  | Lester Pearson    | 1963–1968 |
| 4   |                  | Pierre Trudeau    | 1968–1979 |
| 5   |                  | Joe Clark         | 1979–1980 |
| (4) |                  | Pierre Trudeau    | 1980–1984 |
| 6   |                  | John Turner       | 1984      |
| 7   |                  | Brian Mulroney    | 1984–1993 |
| 8   |                  | Kim Campbell      | 1993      |
| 9   |                  | Jean Chrétien     | 1993–2003 |
| 10  |                  | Paul Martin       | 2003–2006 |
| 11  |                  | Stephen Harper    | 2006–2015 |
| 12  |                  | Justin Trudeau    | 2015–2025 |

### Australia
|      | Thủ tướng Australia | Thủ tướng Australia | Nhiệm kỳ  |
| ---- | ------------------- | ------------------- | --------- |
| 1    |                     | Sir Robert Menzies  | 1952–1966 |
| 2    |                     | Harold Holt         | 1966–1967 |
| 3    |                     | Sir John McEwen     | 1967–1968 |
| 4    |                     | Sir John Gorton     | 1968–1971 |
| 5    |                     | Sir William McMahon | 1971–1972 |
| 6    |                     | Gough Whitlam       | 1972–1975 |
| 7    |                     | Malcolm Fraser      | 1975–1983 |
| 8    |                     | Bob Hawke           | 1983–1991 |
| 9    |                     | Paul Keating        | 1991–1996 |
| 10   |                     | John Howard         | 1996–2007 |
| 11   |                     | Kevin Rudd          | 2007–2010 |
| 12   |                     | Julia Gillard       | 2010–2013 |
| (11) |                     | Kevin Rudd          | 2013      |
| 13   |                     | Tony Abbott         | 2013–2015 |
| 14   |                     | Malcolm Turnbull    | 2015–2018 |
| 15   |                     | Scott Morrison      | 2018–2022 |
| 16   |                     | Anthony Albanese    | 2022–nay  |

### New Zealand
|     | Thủ tướng New Zealand | Thủ tướng New Zealand | Nhiệm kỳ  |
| --- | --------------------- | --------------------- | --------- |
| 1   |                       | Sidney Holland        | 1952–1957 |
| 2   |                       | Keith Holyoake        | 1957      |
| 3   |                       | Walter Nash           | 1957–1960 |
| (2) |                       | Keith Holyoake        | 1960–1972 |
| 4   |                       | Jack Marshall         | 1972      |
| 5   |                       | Norman Kirk           | 1972–1974 |
| 6   |                       | Bill Rowling          | 1974–1975 |
| 7   |                       | Robert Muldoon        | 1975–1984 |
| 8   |                       | David Lange           | 1984–1989 |
| 9   |                       | Geoffrey Palmer       | 1989–1990 |
| 10  |                       | Mike Moore            | 1990      |
| 11  |                       | Jim Bolger            | 1990–1997 |
| 12  |                       | Jenny Shipley         | 1997–1999 |
| 13  |                       | Helen Clark           | 1999–2008 |
| 14  |                       | John Key              | 2008–2016 |
| 15  |                       | Bill English          | 2016–2017 |
| 16  |                       | Jacinda Ardern        | 2017–2023 |

### Jamaica
|     | Thủ tướng Jamaica | Thủ tướng Jamaica     | Nhiệm kỳ   |
| --- | ----------------- | --------------------- | ---------- |
| 1   |                   | Alexander Bustamante  | 1962–1967  |
| 2   |                   | Donald Sangster       | 1967       |
| 3   |                   | Hugh Shearer          | 1967–1972  |
| 4   |                   | Michael Manley        | 1972–1980  |
| 5   |                   | Edward Seaga          | 1980–1989  |
| (4) |                   | Michael Manley        | 1989–1992  |
| 6   |                   | Percival Patterson    | 1992–2006  |
| 7   |                   | Portia Simpson-Miller | 2006–2007  |
| 8   |                   | Bruce Golding         | 2007 – nay |
| 9   |                   |                       |            |
| (7) |                   |                       |            |
| (9) |                   |                       |            |

### Bahamas
|     | Thủ tướng Bahamas | Thủ tướng Bahamas | Nhiệm kỳ             |
| --- | ----------------- | ----------------- | -------------------- |
| 1   |                   | Lynden Pindling   | 1973–1992            |
| 2   |                   | Hubert Ingraham   | 1992–2002 since 2007 |
| 3   |                   | Perry Christie    | 2002–2007            |
| (2) |                   |                   |                      |
| (3) |                   |                   |                      |
| 4   |                   |                   |                      |
| 5   |                   |                   |                      |

### Grenada
1. Eric Gairy (1974–1979)
2. Maurice Bishop (de facto 1979–1983)
3. Herbert Blaize (1984–1989)
4. Ben Jones (1989–1990)
5. Nicholas Brathwaite (1990–1995)
6. George Brizan (1995)
7. Keith Mitchell (1995–2008)
8. Tillman Thomas (since 2008)

### Papua New Guinea
1. Michael Somare (1975–1980, 1982–1985, 2002–2010, 2011–present)
2. Julius Chan (1980–1982, 1994–1997)
3. Rabbie Namaliu (1988–1992)
4. Paias Wingti (1985–1988, 1992–1994)
5. Bill Skate (1997–1999)
6. Mekere Morauta (1999–2002)
7. Samuel Abal (2010–2011)

### Đảo Solomon
1. Peter Kenilorea (1978–1981, 1984–1986)
2. Solomon Mamaloni (1981–1984, 1994–1997)
3. Ezekiel Alebua (1986–1989)
4. Francis Billy Hilly (1993–1994)
5. Bartholomew Ulufa'alu (1997–2000)
6. Manasseh Sogavare (2000–2001, 2006–2007)
7. Sir Allan Kemakeza (2001–2006)
8. Snyder Rini (2006)
9. Derek Sikua (2007–2010)
10. Danny Philip (since 2010)

### St Lucia
1. John Compton (1979, 1982–1996, 2006–2007)
2. Allan Louisy (1979–1981)
3. Winston Cenac (1981–1982)
4. Michael Pilgrim (1982)
5. Vaughan Lewis (1996–1997)
6. Kenny Anthony (1997–2006)
7. Stephenson King (since 2007)

### St Vincent và Grenadines
1. Milton Cato (1979–1984)
2. James Fitz-Allen Mitchell (1984–2000)
3. Arnhim Eustace (2000–2001)
4. Ralph Gonsalves (since 2001)

### Tuvalu
1. Toaripi Lauti (1979–1981)
2. Tomasi Puapua (1981–1989)
3. Bikenibeu Paeniu (1989–1993, 1996–1999)
4. Kamuta Latasi (1993–1996)
5. Ionatana Ionatana (1999–2000)
6. Lagitupu Tuilimu (2000–2001)
7. Faimalaga Luka (2001)
8. Koloa Talake (2001–2002)
9. Saufatu Sopoanga (2002–04)
10. Maatia Toafa (2004–2006, 2010)
11. Apisai Ielemia (2006–2010)
12. Willy Telavi (2010–present)

### Belize
1. George Price (1981–1984, 1989–1993)
2. Sir Manuel Esquivel (1984–1989, 1993–1998)
3. Said Musa (1998–2008)
4. Dean Barrow (since 2008)

### Antigua và Barbuda
1. Vere Bird (1981–1994)
2. Lester Bird (1994–2004)
3. Baldwin Spencer (since 2004)

### St Kitts và Nevis
1. Kennedy Simmonds (1983–1995)
2. Denzil Douglas (since 1995)

## Các thủ tướng của Khối thịnh vượng chung cũ

### Barbados
|  | Errol Barrow         | 1966–1976 1986–1987 |
|  | J.M.G.M. 'Tom' Adams | 1976–1985           |
|  | Bernard St. John     | 1985–1986           |
|  | Erskine Sandiford    | 1987–1994           |
|  | Owen Arthur          | 1994–2008           |
|  | David Thompson       | 2008–2010           |
|  | Freundel Stuart      | 2010–present        |

### Nam Phi
1. Daniel Malan (1952–1954)
2. Johannes Strijdom (1954–1958)
3. Hendrik Verwoerd (1958–1961)

### Pakistan
1. Khwaja Nazimuddin (1952–1953)
2. Mohammad Ali Bogra (1953–1955)
3. Chaudhry Mohammad Ali (1955–1956)

### Ceylon
1. Don Stephen Senanayake (1952)
2. Dudley Senanayake (1952–1953, 1960, 1965–1970)
3. John Lionel Kotalawela (1953–1956)
4. Solomon Bandaranaike (1956–1959)
5. Vijayananda Dahanayake (1959–1960)
6. Sirimavo Bandaranaike (1960–1965, 1970–1972)

### Ghana
1. Kwame Nkrumah (1957–1960)

### Nigeria
1. Abubakar Tafawa Balewa (1960–1963)

### Sierra Leone
1. Sir Milton Margai (1961–1964)
2. Sir Albert Margai (1964–1967)
3. Siaka Stevens (1967–1971)

### Tanganyika
1. Julius Nyerere (1961–1962)

### Trinidad và Tobago
1. Eric Williams (1962–1976)

### Uganda
1. Milton Obote (1962–1963)

### Kenya
1. Jomo Kenyatta (1963–1964)

### Malawi
1. Hastings Kamuzu Banda (1964–1966)

### Malta
1. George Borg Olivier (1964–1971)
2. Dom Mintoff (1971–1974)

### Gambia
1. Dawda Kairaba Jawara (1965–1970)

### Guyana
1. Forbes Burnham (1966–1970)

### Mauritius
1. Sir Seewoosagur Ramgoolam (1968–1982)
2. Sir Anerood Jugnauth (1982–1992)

### Fiji
1. Ratu Sir Kamisese Mara (1970–1987)
2. Timoci Bavadra (1987)